# کنجی یامادا
کنجی یامادا (ژاپنی: 山田 賢二؛ زادهٔ ۱۵ مارس ۱۹۸۹) یک بازیکن فوتبال اهل ژاپن است.
از باشگاه‌هایی که در آن بازی کرده‌است می‌توان به باشگاه فوتبال ونریر هاچینوهه اشاره کرد.